# شیلی
شیلی (به اسپانیایی: Chile) با نام رسمی جمهوری شیلی (به اسپانیایی: República de Chile)، کشوری است واقع در آمریکای جنوبی که پایتخت و مهم‌ترین شهر آن سانتیاگو است. شیلی در نقشهٔ آمریکای جنوبی به مانند یک نوار بلند و باریک میان رشته کوه آند در شرق و اقیانوس آرام در غرب کشیده شده است. اقیانوس آرام کل مرز غربی این کشور را تشکیل می‌دهد، و از شمال با پرو، از شمال شرق با بولیوی، از شرق با آرژانتین، و در پایین‌ترین نقطه جنوبی کشور با گذرگاه دریک هم‌مرز است. این کشور به همراه اکوادور تنها کشورهایی در آمریکای جنوبی هستند که با برزیل مرز مشترک ندارند. طول خط ساحلی این کشور با اقیانوس آرام ۶٬۴۳۵ کیلومتر است و طول مرز شیلی با آرژانتین بیش از ۵٬۰۰۰ کیلومتر است که یکی از ۴ مرز طولانی دنیاست.
بیابان آتاکاما با وسعت ۱۰۰۰ کیلومتر در بخش شمالی این کشور واقع شده است. این بیابان در واقع خشک‌ترین ناحیه بر روی زمین است که با توجه به خشک بودن آن دارای ارزش اقتصادی فراوان برای کشور شیلی است. این بیابان سرشار از فلزاتی معدنی همچون مس، طلا و نقره است که در سال ۲۰۱۵ تنها ۵٬۷ میلیون تن مس از این بیابان استخراج و سپس صادر شده است.
یکی از مهم‌ترین رویدادها در تاریخ کشور شیلی مربوط به دههٔ ۷۰ میلادی است زمانی که سالوادور آلنده از حزب مارکسیست شیلی در انتخابات این کشور پیروز و به عنوان رئیس‌جمهور برگزیده شد اما پس از آن در کودتای ۱۱ سپتامبر ۱۹۷۳ به رهبری آگوستو پینوشه و با کمک و اثرگذاری سازمان سیا، ژنرال پینوشه موفق به اجرای کودتا در این کشور شد.
این کودتا تأثیری شگرف و بسیار مهم در تاریخ این کشور و روند جنگ سرد گذاشت.
امروزه کشور شیلی با توجه به رشد و توسعه پایدار در شاخص‌هایی همانند توسعه انسانی، رقابت‌پذیری در تجارت و اقتصاد، آزادی اقتصادی و رشد درآمد سرانه یکی از با ثبات‌ترین و امن‌ترین کشورها در آمریکای لاتین به‌شمار می‌آید. شیلی یکی از اعضای سازمان ملل، اتحادیه کشورهای آمریکای جنوبی و جامعه کشورهای آمریکای لاتین و حوزه کارائیب است.

## تاریخ

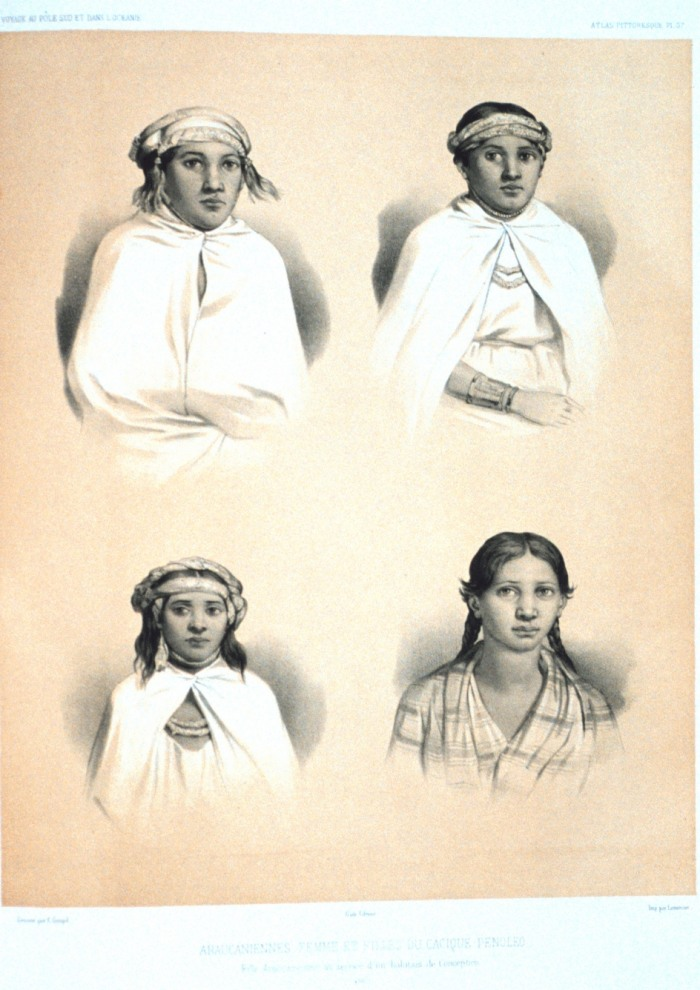
مپوچه‌ها ساکنان اصلی مرکز و جنوب شیلی

حدود ۱۰ هزار سال پیش، مردم سرخ‌پوست مهاجر در داخل دره‌های حاصلخیز و در امتداد ساحلی که هم‌اکنون شیلی نامیده می‌شود، ساکن شدند. اینکاها امپراتوریشان را تا آنچه امروزه شیلی شمالی خوانده می‌شود گسترش دادند، اما بایر بودن این ناحیه از گسترش اقامت آن‌ها جلوگیری می‌نمود.
در سال ۱۵۲۰ میلادی، فردیناند ماژلان طی تلاشی که برای دور زدن کره زمین داشت، تنگه جنوبی که هم‌اکنون بنام خود او «تنگه ماژلان» نامیده می‌شود و در ناحیه پاتاگونیا شیلی قرار دارد را کشف و از آن برای ورود به اقیانوس آرام استفاده کرد و بدین ترتیب نخستین اروپایی محسوب می‌شود که پا در سرزمین شیلی گذاشت. دیه‌گو اَلمگرو و گروه اسپانیایی‌ش اروپائیهای بعدی بودند که در سال ۱۵۳۵ از پرو برای جستجو طلا بسمت جنوب وارد سرزمین شیلی شدند که ورودشان نظر به داشتن اطلاعات اشتباه موفق آمیز نبود. پدرو دِ والدیویا دوباره برای تصرف مناطق جنوبی قاره تلاش کرد و در سال ۱۵۴۰ میلادی از صحرای آتاکاما در شمال شیلی عبور کرد. والدیویا شهر سانتیاگو که هم‌اکنون پایتخت شیلی هست بنا نهاد. در ادامه، بسمت مناطق جنوبی تر شیلی لشکرکشی کرد. شهرهای لاسرنا (۱۵۴۴)، کنسپسیون، شیلی (۱۵۵۰)، والدیویا (۱۵۵۲) را نیز تأسیس کرد. اسم شهر والدیویا از نام او گرفته شده است.

## سیاست

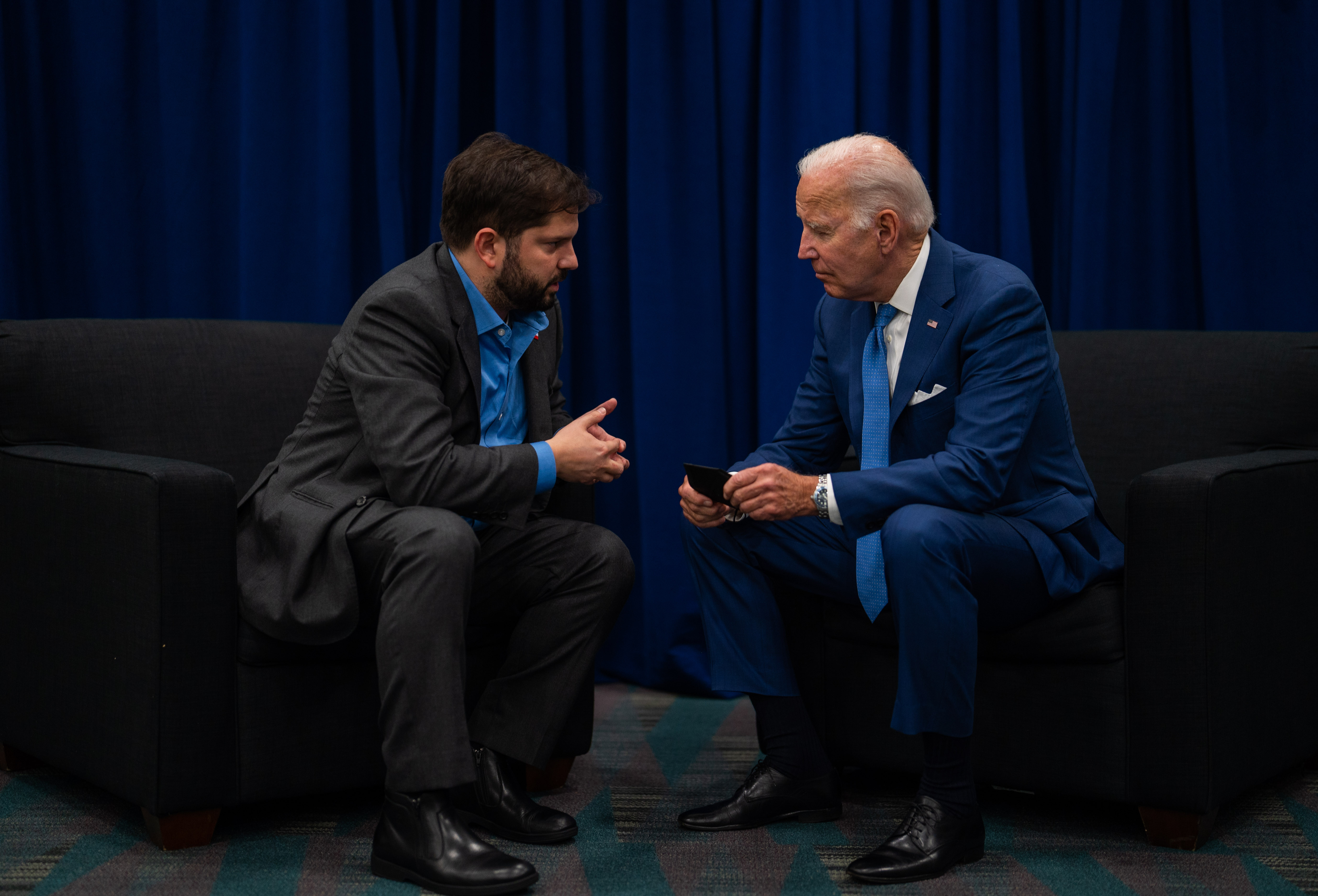
گابریل بوریک رئیس‌جمهور شیلی و جو بایدن رئیس‌جمهور آمریکا

قانون اساسی شیلی در شرایط غیرمعمول و در زمان زمامداری آگوستو پینوشه دیکتاتور سابق نظامی این کشور در سال ۱۹۸۰ تصویب شد. این قانون در سال ۱۹۸۱ جنبه اجرایی به خود گرفت. پس از شکست پینوشه در همه‌پرسی سال ۱۹۸۸ مفادی به این قانون اساسی اضافه شد تا روند تغییرات احتمالی آتی در این قانون اساسی تسهیل شود. در سال ۲۰۰۵ ریکاردو لاگوس رئیس‌جمهوری وقت شیلی مصوبه‌های کنگره شیلی را به عنوان الحاقیه به قانون اساسی این کشور افزود.
بر اساس این تغییرات در قانون اساسی حق انتصاب سناتورها یا انتصاب سناتورهای مادام‌العمر لغو شد. همچنین حق کنار گذاشتن فرمانده نیروهای مسلح شیلی به رئیس‌جمهور این کشور واگذار شد. بر همین مبنا دوره زمامداری رئیس‌جمهوری نیز از شش سال به چهار سال کاهش یافت.
در این نخستین دور انتخابات ریاست جمهوری شیلی در ۱۱ دسامبر ۲۰۰۵ هیچ‌یک از چهار کاندیدای ریاست جمهوری نتوانست ۵۰ درصد آرای لازم برای پیروزی را کسب کند. در دور نیز میچله باچله کاندیدای ائتلاف چپ میانه با سباستیان پینیرا کاندیدای ائتلاف راست میانه به رقابت پرداخت و در نهایت باچلت از این رقابت پیروز خارج شد. باچله در ۱۱ مارس ۲۰۰۶ در مقام ریاست جمهوری شیلی سوگند خورد. این چهارمین انتخاباتی بود که پس از پایان عصر دیکتاتوری پینوشه در شیلی برگزار می‌شد. براساس قانون اساسی، رئیس‌جمهوری شیلی نمی‌تواند چندین دوره پیاپی در انتخابات شرکت کند.
شیلی دارای کنگره دو مجلسی مجلس سنا با ۳۸ نماینده ومجلس نمایندگان با ۱۲۰ عضو است. دوره نمایندگی سناتورها هشت سال و دوره حضور اعضای مجلس نمایندگان در عرصه قانونگذاری چهار سال است. ۲۰ نماینده عضو سنای شیلی از حزب حاکم ائتلاف چپ میانه هستند. حزب حاکم در مجلس نمایندگان شیلی نیز از اکثریت برخوردار است. در مجلس نمایندگان حزب ائتلاف چپ میانه دارای ۶۳ کرسی و حزب ائتلاف راست میانه دارای ۵۷ کرسی است.
قوه قضایی شیلی مستقل عمل می‌کند. این قوه متشکل از یک دادگاه استیناف، دادگاه‌های نظامی، یک دادگاه قانون اساسی و دادگاه عالی است.

## نام شیلی
نظریات متفاوتی راجع به ریشهٔ کلمهٔ «شیلی» وجود دارد.
قبل از کشف کامل مناطق جنوبی آمریکا، در زبان بومیان به مناطق جنوبی صحرای آتاکاما چیلی گفته می‌شد.
پس از آنکه اسپانیایی‌ها نوئوو تولدو و نوئوو کاستیو را تشکیل دادند به شیلی یا گاهی دره شیلی نامیدن این منطقه ادامه دادند.
بر طبق یک نظریه، اینکاها در پرو، که در تسخیر سرزمین آروکانی‌ها شکست خورده بودند، دره آکنکاگوا «شیلی» را با دستکاری در نام یک رئیس قبیله‌ای («کاسیکوئه») که «تیلی» خوانده می‌شد و در زمان تسخیر اینکاها در آن ناحیه حکومت می‌کرد، انتخاب نمودند.
نظریهٔ دیگر به شباهت درهٔ آکنکاگوا با درهٔ کاسما در پرو اشاره می‌کند که در آن یک شهر و دره با نام «شیلی» وجود داشت.

## جغرافیا

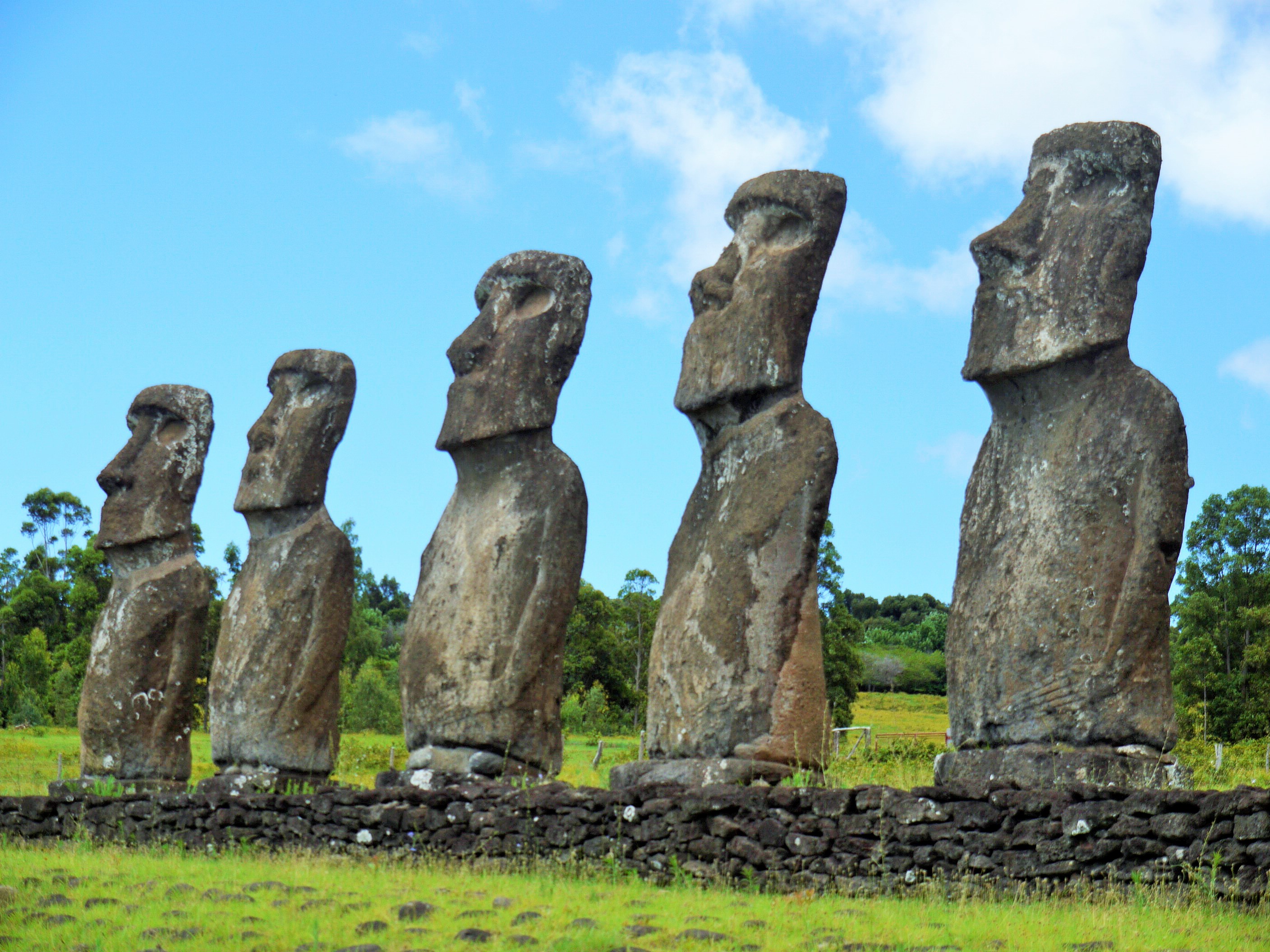
موآی پیکره‌های انسانی تک‌سنگی در شیلی

شیلی با مساحت ۷۵۶٬۶۲۶ کیلومتر مربع در غرب آمریکای جنوبی و در سواحل اقیانوس آرام، در همسایگی کشورهای آرژانتین، بولیوی و پرو واقع شده است.
به دلیل فاصله میان سرزمین اصلی و جزیره ایستر، شیلی چهار تراز متفاوت تنظیم زمان کشوری با زمان بین‌المللی (UTC) برای آن‌ها استفاده می‌نماید:
- سرزمین اصلی از ۴- UTC، و در تابستان از نظام یکساعت جلوتر ۳- UTC استفاده می‌کند.
- جزیره ایستر از ۶- UTC، و در تابستان از سیستم یک ساعت جلوتر ۵- UTC استفاده می‌نماید.

## تقسیمات اداری

تقسیمات اداری شیلی

شیلی به ۱۵ منطقه تقسیم می‌شود، که هریک تحت ریاست مدیر منصوب شده از سوی رئیس‌جمهوری اداره می‌شود. هر ناحیه نیز به استان‌هایی با فرمانداران استانی تقسیم می‌شود، که فرمانداران نیز توسط رئیس‌جمهور تعیین می‌گردند. نهایتاً هر استان به شهرداریهایی تقسیم می‌گردد، که اغلب به شهرداری‌ها عنوان کمونا را نسبت می‌دهند و هر شهرداری یک شهردار و چند مشاور برای خود دارد، که به عنوان "concejales" از سوی ساکنان آن نقاط انتخاب می‌شوند.
برای هر ناحیه یک نام و یک عدد رومی، از سمت شمال به جنوب منظور شده است. کلاً، اعداد رومی بیش از اسم این نواحی مورد استفاده قرار می‌گیرند. تنها مورد استثناء در ناحیه‌ای است که سانتیاگو قرار دارد و برای آن "RM" در نظر گرفته شده است، که بیانگر «رخیون متروپلیتانا»، یا «ناحیه پایتختی» است.
در سال ۲۰۰۵، کنگره شیلی اصلاحیه‌ای از تصویب گذارند تا دو ناحیه جدید یکی در شمال در اطراف شهر آریکا، و یکی در بخش مرکزی جنوب حوالی والدیویدیا (ناحیه آکا از رودخانه‌ها) ایجاد شود. با قرار دادن اعداد رومی XIV و XV در اسامی این استان‌ها، هردو ناحیه ترتیب اعداد جغرافیایی که از شمال به جنوب تنظیم شده بود را برهم زدند. تصور بر این است که نام رسمی آن‌ها جایگزین نام حاوی عددشان شود.
| تقسیمات کشوری شیلی | تقسیمات کشوری شیلی | تقسیمات کشوری شیلی | تقسیمات کشوری شیلی | تقسیمات کشوری شیلی | تقسیمات کشوری شیلی | تقسیمات کشوری شیلی |
| منطقه | جمعیت              | مساحت (km2)        | تراکم              | مرکز               |                    |                    |
| --- | ------------------ | ------------------ | ------------------ | ------------------ | ------------------ | ------------------ |
| منطقه آریکا و پاریناکوتا | ۲۲۴ ۵۴۸            | ۱۶ ۸۷۳٬۳           | ۱۳٬۴۰              | آریکا              |                    |                    |
| منطقه تاراپاکا | ۳۲۴ ۹۳۰            | ۴۲ ۲۲۵٬۸           | ۷٬۸۳               | ایگیگه             |                    |                    |
| منطقه آنتوفاگاستا | ۵۹۹ ۳۳۵            | ۱۲۶ ۰۴۹٬۱          | ۴٬۸۲               | آنتوفاگاستا        |                    |                    |
| منطقه آتاکاما | ۲۸۵ ۳۶۳            | ۷۵ ۱۷۶٬۲           | ۳٬۸۱               | کوپیاپو            |                    |                    |
| منطقه کوکیمبو | ۷۴۲ ۱۷۸            | ۴۰ ۵۷۹٬۹           | ۱۸٬۶۷              | لاسرنا             |                    |                    |
| منطقه والپارایزو | ۱ ۷۹۰ ۲۱۹          | ۱۶ ۳۹۶٬۱           | ۱۱۰٬۷۵             | والپارایسو         |                    |                    |
| منطقه کلان‌شهری سانتیاگو | ۷ ۰۳۶ ۷۹۲          | ۱۵ ۴۰۳٬۲           | ۴۶۱٬۷۷             | سانتیاگو           |                    |                    |
| منطقه ا هیگینز | ۹۰۸ ۵۴۵            | ۱۶ ۳۸۷             | ۵۴٬۹۶              | رانکاگوا           |                    |                    |
| منطقه مائوله | ۱ ۰۳۳ ۱۹۷          | ۳۰ ۲۹۶٬۱           | ۳۴٬۴۹              | تالکا              |                    |                    |
| منطقه نوبله | ۴۸۰ ۶۰۹            | ۱۳ ۱۷۸٫۵           | ۳۶٫۴۷              | شیلان، شیلی        |                    |                    |
| منطقه بیوبیو | ۱ ۵۵۶ ۸۰۵          | ۲۳ ۸۹۰٬۲           | ۱۱۲٬۰۸             | کنسپسیون، شیلی     |                    |                    |
| منطقه آرائوکانیا | ۹۳۸ ۶۲۶            | ۳۱ ۸۴۲٬۳           | ۳۰٬۰۶              | تموکو              |                    |                    |
| منطقه لوس ریوس | ۳۸۰ ۱۸۱            | ۱۸ ۴۲۹٬۵           | ۲۰٬۸۸              | بالدیبیا           |                    |                    |
| منطقه لوس لاگوس | ۸۲۳ ۲۰۴            | ۴۸ ۵۸۳٬۶           | ۱۷٬۰۶              | پوئرتو مونتت       |                    |                    |
| منطقه آیسن | ۱۰۲ ۳۱۷            | ۱۰۸ ۴۹۴٬۴          | ۰٬۹۵               | کویهایکیو، شیلی    |                    |                    |
| منطقه ماژلان و جنوبگان شیلی | ۱۶۵ ۵۹۳            | 132 297,2(1)       | ۱٬۲۶               | پونتا آرناس        |                    |                    |
| شیلی | ۱۷ ۳۷۳ ۸۳۱         | 756 102,4(2)       | ۲۳٬۲۴              | سانتیاگو           |                    |                    |
| (1) Including the Chilean Antarctic Territory, its surface reaches 1 382 554,8 km2 (2) Including the Chilean Antarctic Territory, its surface reaches 2 006 360 km2 |                    |                    |                    |                    |                    |                    |

### سانتیاگو
سانتیاگو که به سانتیاگوی شیلی هم معروف است پایتخت و بزرگ‌ترین شهر شیلی و یکی از بزرگ‌ترین شهرهای آمریکای جنوبی است. سانتیاگو در ۱۲ فوریه ۱۵۴۱، با نام «سانتیاگو در محدوده جدید» توسط پدرو دو والدیویا پایه‌گذاری شد. مراسم بنیان‌گذاری بر روی تپه هولین (که سپس تپه سانتا لوسیا نام‌گذاری شد) برگزار شد. والدیویا مکان سانتیاگو را به دلیل اقلیم معتدلش و این که به آسانی می‌شد از آن دفاع نمود، برگزید. رودخانه ماپوچو به دو شاخه تقسیم شده که بعدها در جریان پایین رود به هم مجدداً می‌پیوندند و یک جزیره ایجاد می‌کنند.
بیشتر جمعیت سانتیاگو از نسل اروپایی سفید و اسپانیایی هستند. پس از اسپانیایی‌ها شامل مهاجران متصدی دولتی، آلمانی‌ها، سوئیسی، و انگلیسی‌ها اند. پس از آن‌ها ایتالیایی‌ها، ایرلندی‌ها و مهاجران کروات قرار می‌گیرند. ساکنان مرکب دورگه اروپایی و آمریندیانی بخش عمده‌ای از جمعیت را تشکیل می‌دهند.
این شهر در اثر رشد اقتصادی، به‌طور فزاینده‌ای از سوی کشورهای دیگر در آمریکای لاتین پذیرای مهاجرت است. بسیاری از پرویی‌ها، بولیویایی‌ها، آرژانتینی‌ها و اکوادوری‌ها در سانتیاگو زندگی می‌کنند.

## مردم

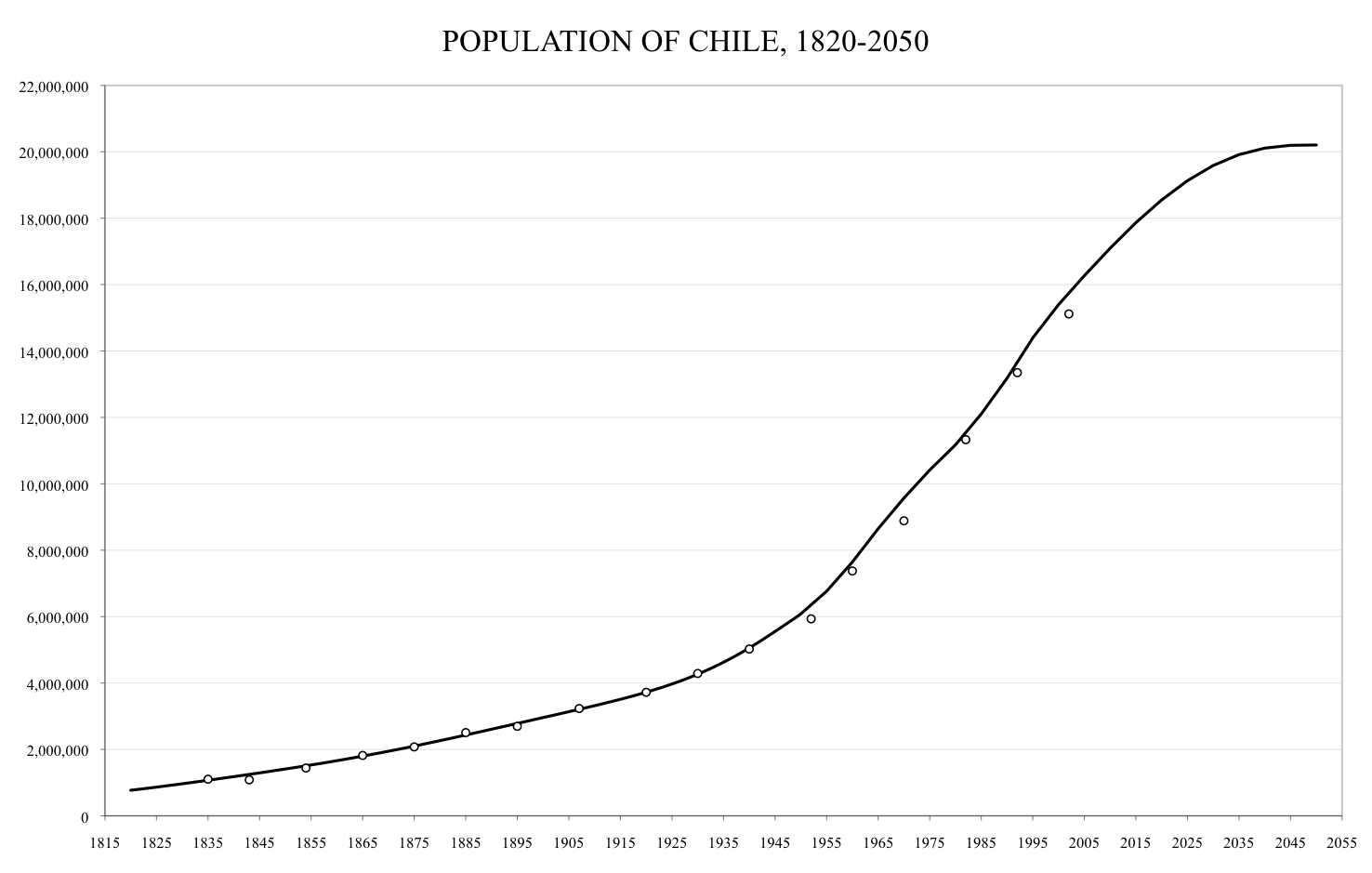
نمودار جمعیت شیلی

جمعیت این کشور حدود ۱۹٫۱ میلیون نفر است. شیلی یک کشور نسبتاً یک‌دست از لحاظ جمعیت است و بیشتر جمعیت آن غالباً اسپانیایی‌تبار بوده و دارای درجات مختلفی از آمیزش با بومیان سرخ‌پوست هستند.
حدود ۸۵ درصد از جمعیت کشور در نواحی شهری زندگی می‌کنند. ۴۰ درصد آن‌ها در منطقهٔ کلان‌شهری سانتیاگو ساکن هستند. رشد جمعیت شیلی با نرخ حدود ۰٫۹۷ درصد در میان کشورهای آمریکای لاتین پایین است. پس از اروگوئه و کوبا در رده سوم قرار دارد.

### فلسطینیان شیلی

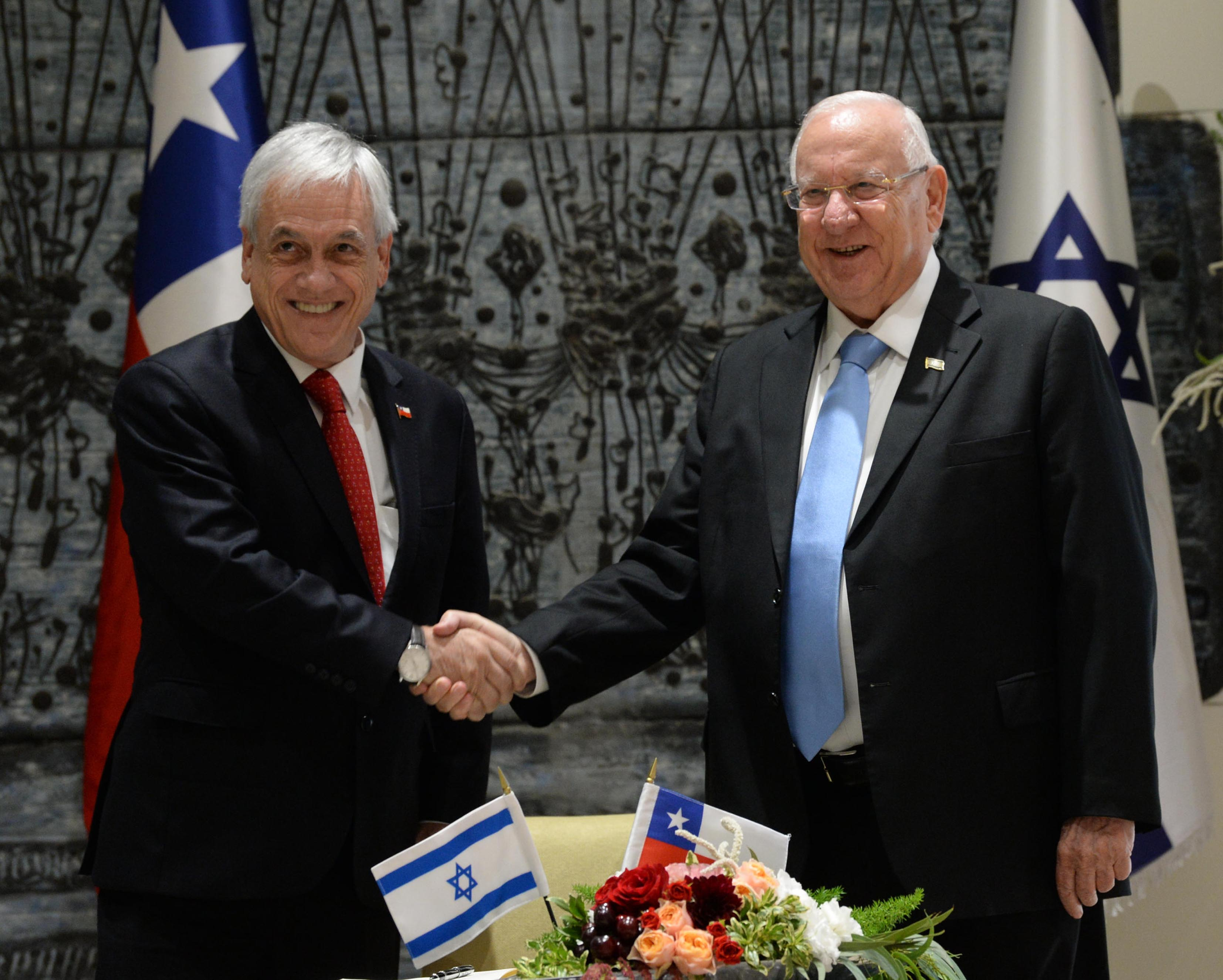
سباستین پینیرا و رووین ریولین رئیس جمهور اسرائیل، ژوئن ۲۰۱۹‏

شیلی پس از جهان عرب و فلسطین بزرگ‌ترین جامعه فلسطینی را در خود دارد. در اواخر سده ۱۹ میلادی امپراتوری عثمانی دچار افول بود؛ بنابراین ساکنان آن درگیر بحران اقتصادی بودند. از سوی دیگر، امپراتوری عثمانی نخستین جنبش ناسیونالیستی عرب در این منطقه را سرکوب کرده بود؛ بنابراین قاره آمریکا سرزمینی آزاد و تازه با فرصت‌های تازه و دور از تنش بود. شمار زیادی از فلسطینیان از راه زمینی خود را به اروپا رساندند و بعد با کشتی به بوئنوس آیرس در آرژانتین رفتند. اما بسیاری از آنها در بوئنوس آیرس نماندند و به شیلی رفتند. بین سال‌های ۱۸۸۵ تا ۱۹۴۰ بین ۸ تا ۱۰ هزار عرب در شیلی زندگی می‌کردند که نیمی از آنها فلسطینیان ساکن بیت‌لحم، بیت جالا، و بیت ساحور بودند. جنگ جهانی اول، فروپاشی امپراتوری عثمانی، جنگ جهانی دوم، و تأسیس اسرائیل باعث موج‌های دیگر مهاجرت فلسطینیان به شیلی شد. در سال نخست، قشر خاصی از نخبگان و طبقه بالای جامعه شیلی به فلسطینیان روی خوش نشان نمی‌دادند؛ زیرا فکر می‌کردند مهاجران فلسطینی به جامعه کمک نخواهند کرد و افرادی جاه‌طلب و از لحاظ جنسی بی‌بندوبار هستند. این افراد مهاجران فلسطینی را طرد می‌کردند و آنها را «تُرک» صدا می‌زدند که واژه‌ای توهین‌آمیز بود.
فلسطینیان در آغاز دستفروشان خیابانی بودند. ولی بعد وارد کسب و کارهای کوچک شدند و سپس در دهه ۱۹۳۰ سهم بزرگی در رونق صنعت پارچه بافی پیدا کردند. پس رهایی شیلی از دیکتاتوری در دهه‌های ۱۹۸۰ و ۱۹۹۰ و رقابت فشرده چین، فلسطینیان شیلی ثروت خود را در فعالیت‌های مالی، املاک و زمین، کشاورزی، شراب‌سازی، کشاورزی، خوراک، و مطبوعات سرمایه‌گذاری کردند.
فلسطینیان شیلی پس از بیش از ۱۰۰ سال رابطه خود با فلسطینیان خاورمیانه را حفظ کرده‌اند.

## زبان
درک و فهم گویش شیلیایی زبان اسپانیایی برای بیگانگان دشوار است. علت آن حذف هجاهای آخر و اصوات 's' در واژه‌ها، تلفظ بسیار نرم برخی از حروف بیصدا و سطوح بالای کاربرد کلمات عامیانه، به ویژه در نواحی سانتیاگو و اطراف آن است.
مردم شیلی همچنین نسبت به اسپانیایی‌زبانان سایر کشورهای همسایه سریعتر صحبت می‌کنند. این عوامل همگی دست به دست هم می‌دهند تا گویش شیلیایی از نظر دیدارکنندگان تازه‌وارد به این کشور، حتی گویشوران حرفه‌ای زبان اسپانیایی، دشوار باشد.∗

## فرهنگ و نمادهای ملی

رخ‌کرکس آند و گوزن آندی جنوبی جانورهای ملی شیلی

گل ملی کوپیهو (" لاپاجریا روزاً، لاله کوهی شیلی)، در جنگلهای جنوبی شیلی می‌روید.
نشانهای ملی این کشور دو نوع جانور ملی را ترسیم می‌نمایند: کرکس («والچر گریفوس»، یک پرنده بسیار بزرگ که در کوهستان‌ها زندگی می‌کند) و هوئمول
(«هیپوکاملوس بیسولکوس»، یک گوزن دم سفید که نژادش در خطر است). در این مورد همچنین یک جمله اسطوره‌ای وجود دارد «Por la razón o la fuerza» («با حق یا به زور» یا «با منطق یا با زور»).

## دین
در سال ۲۰۱۵، ۵۵٪ جمعیت بالای ۱۵ سال شیلی کاتولیک، ۳۵٪ آگنوستیک و لائیک، ۱۳٪ پروتستان و ۷٪ پیروان دیگر ادیان گزارش شده است.

## اقتصاد

چشم‌انداز مرکز اقتصادی سانتیاگو

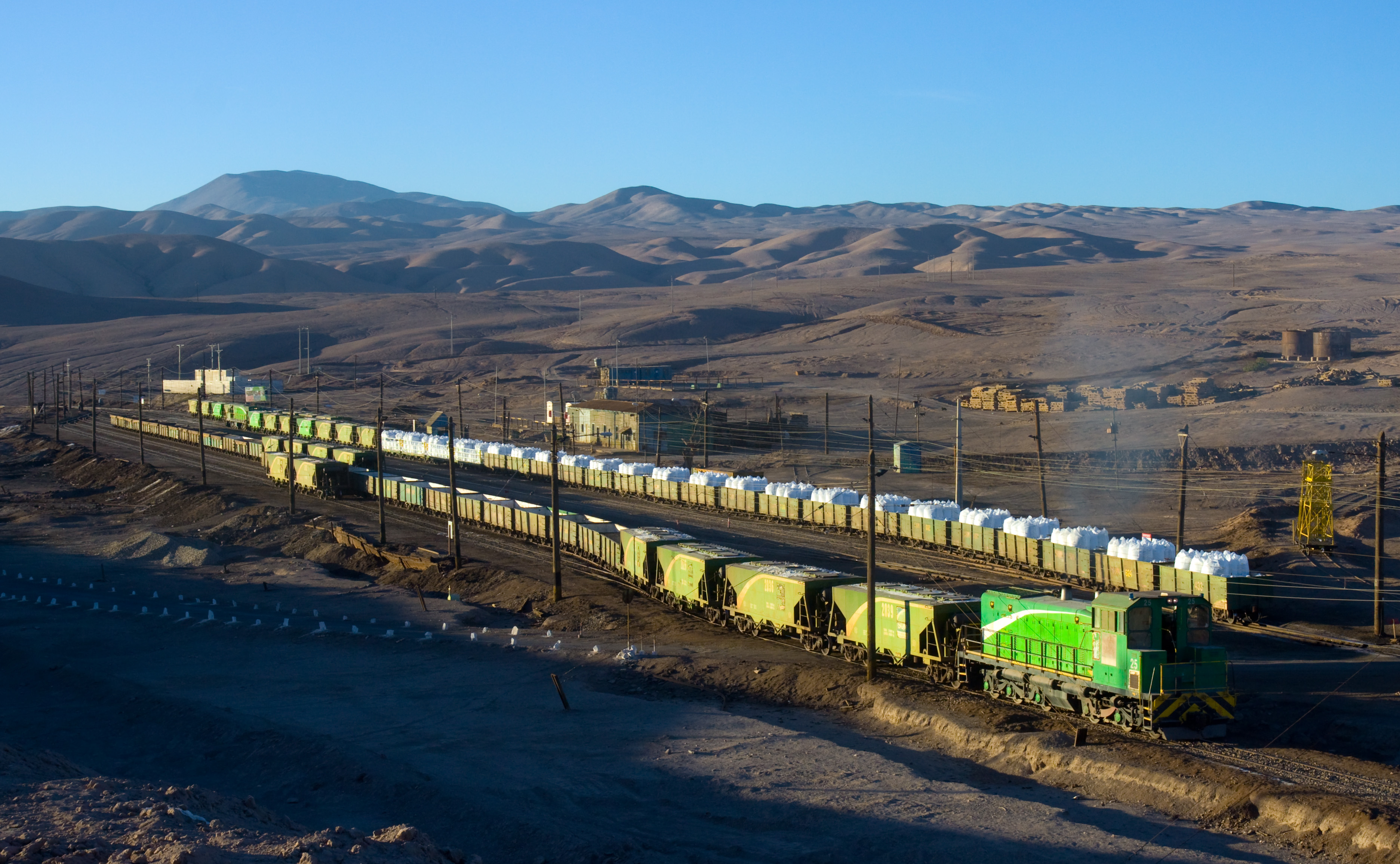
قطار متعلق به شرکت اس‌کیوام در حال انتقال نیترات

بخش مالی شیلی سریعتر از حوزه‌های دیگر اقتصاد طی چند سال اخیر پیشرفت نموده است؛ قانون اصلاح بانکداری که در سال ۱۹۹۷ به تصویب رسید دامنه فعالیت مجاز خارجی را برای بانک‌های شیلی گسترش داد. دولت شیلی در سال ۲۰۰۱ آزادی بیشتری را در بازارهای سرمایه پیاده نمود. مردم شیلی از ابزارهای مالی جدیدی برخوردار شده‌اند همچون وام‌های سرمایه‌گذاری مسکن، معاملات سلف و حقوق خرید و فروش ارز، کارگزاری (مقاطعه کاری)، لیزینگ، و کارت‌های اعتباری. ارائه این محصولات جدید نیز همراه با کاربرد فزاینده از ابزار سنتی همچون وام‌ها و کارت‌های اعتباری بوده است. سیستم پرداخت خصوصی مقرری شیلی، با دارائی‌های حدود ۵۴ میلیارد دلار در پایان سال ۲۰۰۴، به منبع مهمی از دارایی سرمایه‌ای برای بازار سرمایه تبدیل شده است.
شیلی یکی از بهترین نرخهای اعتباری (+ S&P A) را در بین کشورهای آمریکای لاتین حفظ نموده است. دولت به بازپرداخت قروض خارجی خود ادامه می‌دهد. قروض مرکب خارجی بخش‌های دولتی و خصوصی در پایان سال ۲۰۰۴، تقریباً ۵۰ درصد کل تولید ناخالص ملی را تشکیل می‌داد- که بر اساس استانداردهای آمریکای لاتین رقم پایینی است.
مجموع صادرات شیلی در سال ۲۰۲۰ حدود ۶۹٫۷ میلیارد دلار و واردات آن حدود ۶۹٫۶ میلیارد دلار بوده است.
بر اساس براوردها در سال ۲۰۱۹ میزان تولید ناخالص داخلی برپایه قدرت خرید معادل ۴۵۹ میلیارد دلار و برپایه نرخ دلار معادل ۲۸۲ میلیارد دلار بوده است.

## دفاع

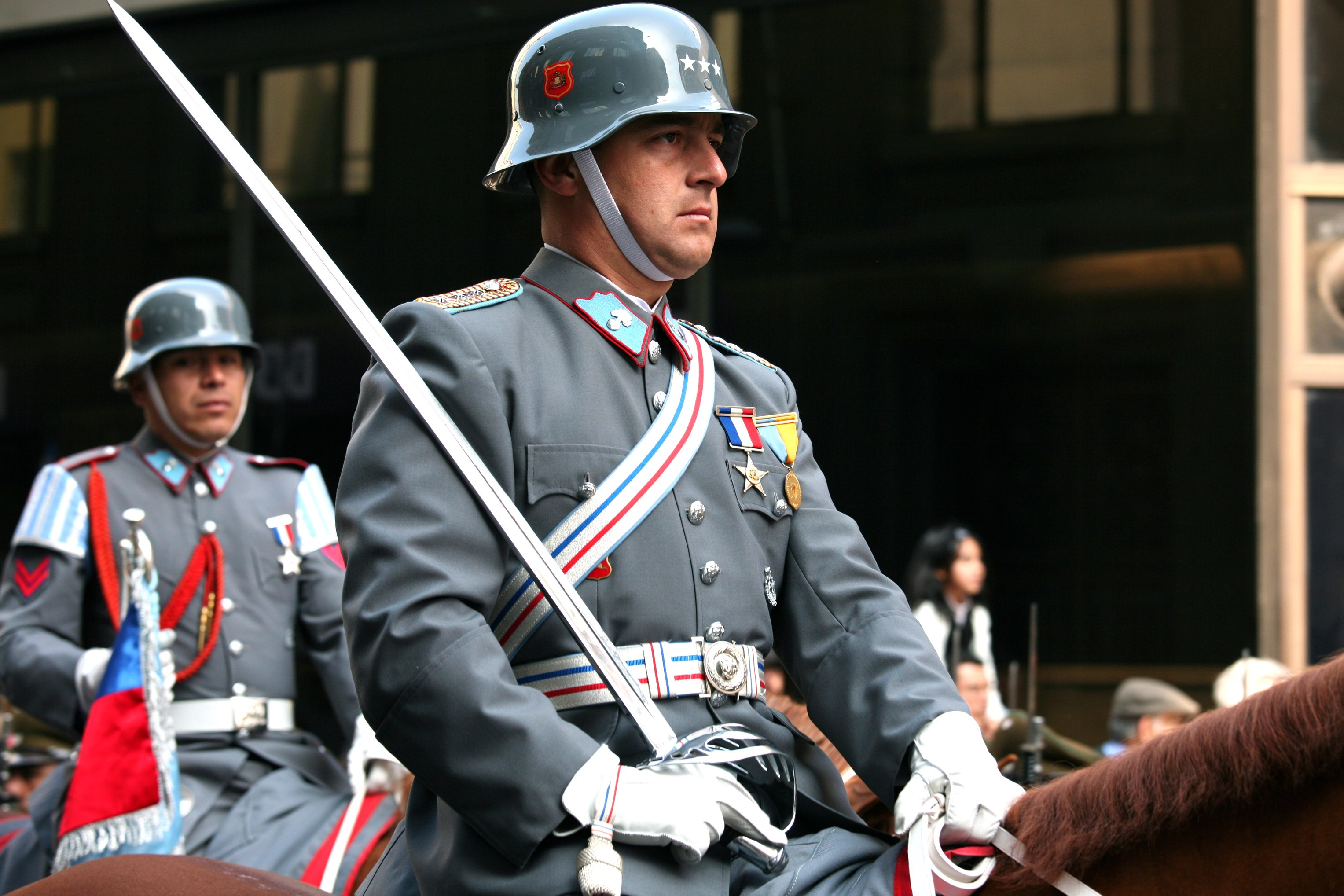
افسر سواره‌نظام ارتش شیلی، سپتامبر ۲۰۰۹

نیروهای مسلح شیلی از طریق وزارت دفاع به وسیله رئیس‌جمهور کنترل می‌شوند. رئیس‌جمهور این اختیار را دارد تا فرمانده کل نیروهای مسلح را برکنار نماید.

فرمانده کل قوای ارتش شیلی ژنرال اسکار ایزوریتا فرر است. ارتش شیلی شامل ۵۵۰۰۰ نفر نیرو بوده و به وسیله ستاد ارتش در سانتیاگو سازماندهی می‌شود، که شامل هفت یگان در این منطقه، یک تیپ هوابرد در رانکاگوا، و یک نیروی مخصوص تکاور در کولینا هستند. ارتش شیلی یکی از حرفه‌ای‌ترین و پیشرفته‌ترین ارتش‌ها از لحاظ فناوری در کشورهای آمریکای لاتین است.

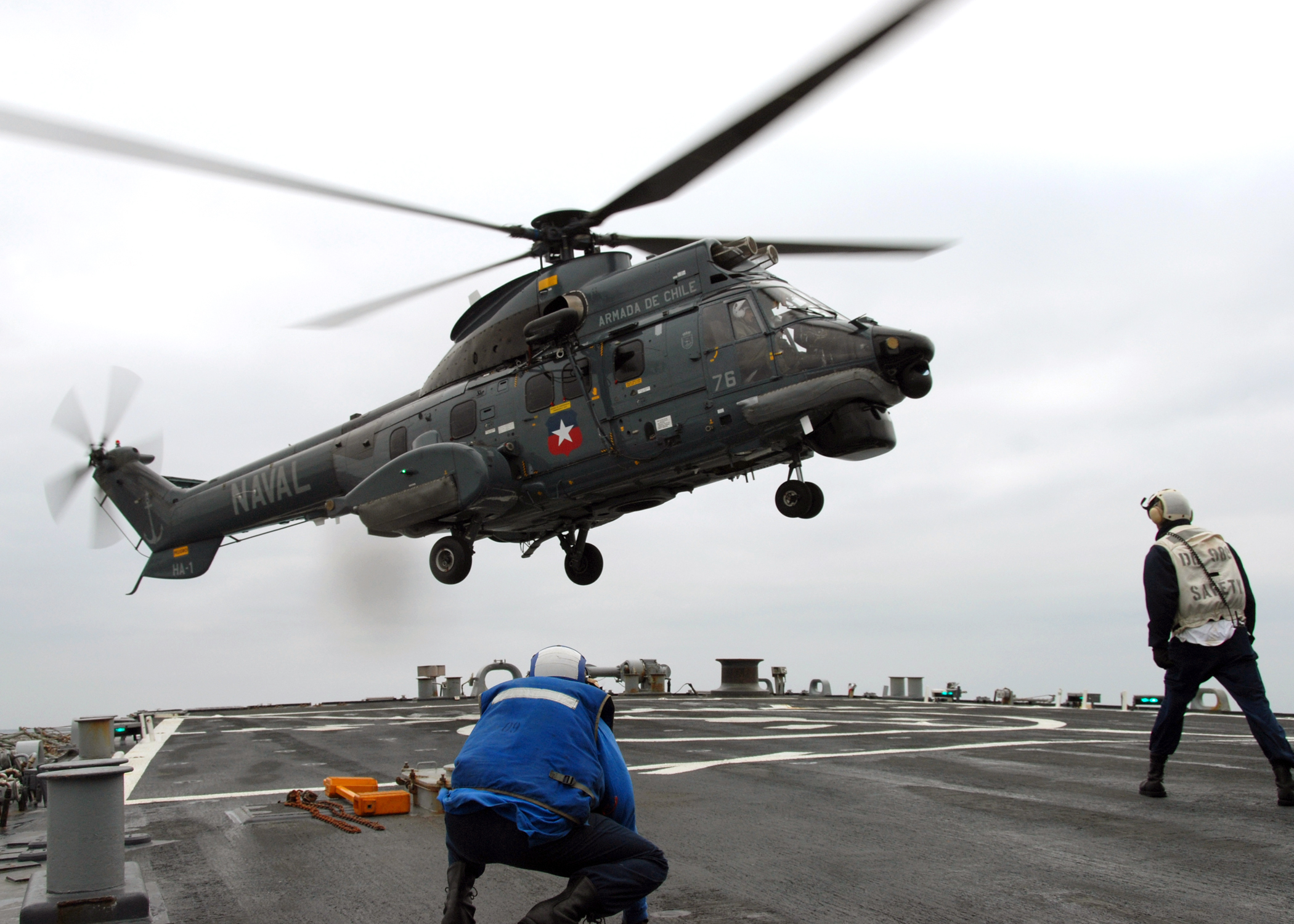
یوروکوپتر ای‌اس۵۳۲ کوگر در نیروی دریایی شیلی، ژوئن ۲۰۰۷‏

دریاسالار رودولفو کودینا دیاز رهبری ۲۵۰۰۰ پرسنل نیروی دریایی شیلی و از جمله ۵۰۰۰ تفنگدار دریایی را بر عهده دارد. از میان ۲۹ فروند کشتی زمینی- دریایی ناوگان شیلی، تنها ۶ فروند از آن‌ها سامانه اصلی عملیاتی (از انواع تخریبچی و ناوچه محافظ) هستند. این کشتی‌ها در والپاریزو مستقر هستند. نیروی هوایی دارای سامانه هوابرد ویژه ترابری و اسکورت برای خود بوده؛ و هیچ‌گونه ناوشکن یا هواپیمای بمب افکن ندارد. نیروی دریایی شیلی همچنین ۳ فروند زیردریایی در تالکاهوانو دارد.
ژنرال اوسوالدو سارابیا ویلچز فرماندهی ۱۲۵۰۰ نفر افراد نیروی هوایی را بر عهده دارد. مجموعه یگان‌های هوابرد شیلی در بین پنج مقر تیپ هوایی توزیع شده که در نواحی ایکوئیکو، آنتوفاگاستا، سانتیاگو، پورتو مونت و پونتا آرناس واقع شده‌اند. نیروی هوایی شیلی همچنین در یک پایگاه هوایی در جزیره کینگ جورج قاره جنوبگان عملیات هوایی انجام می‌دهد. نیروی هوایی شیلی در سال ۲۰۰۶ ۱۰فروند هواپیمای اف-۱۶ آمریکایی را در کنار ۶ فروند هواپیمای دست دوم بازسازی شده از همان نوع مزبور از نیروی هوایی سلطنتی هلند، تحویل گرفت.

### پلیس

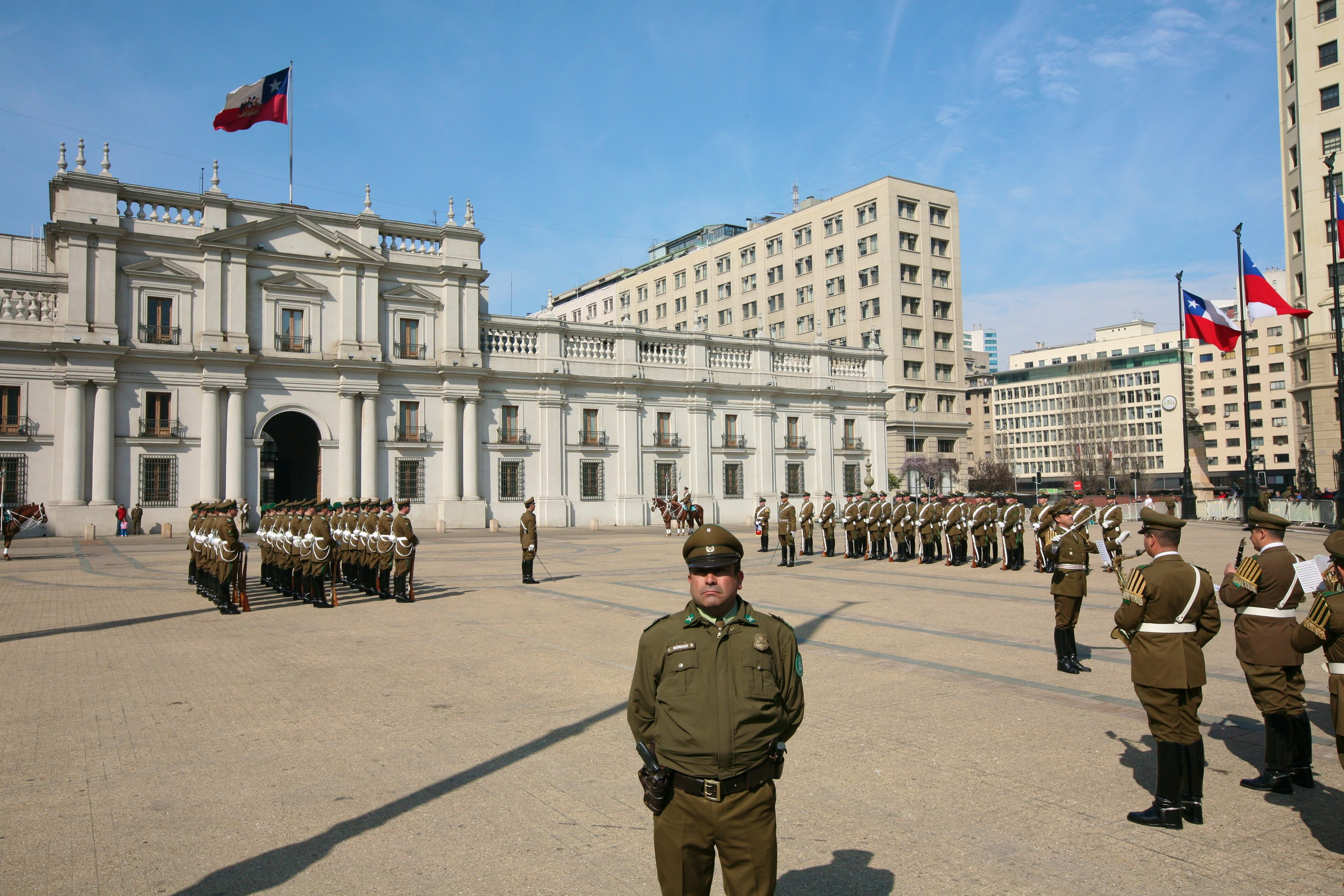
رژه نیرو دفاع در کاخ لا موندا، سانتیاگو

پس از کودتای نظامی در سپتامبر ۱۹۷۳، پلیس ملی شیلی که به عنوان تفنگداران شیلی نیز شناخته شده‌اند، با وزارت دفاع متحد شدند. با بازگشت حکومت دموکراتیک، پلیس تحت کنترل وزارت کشور قرار گرفت اما ظاهراً به‌طور اسمی تحت نظارت وزارت دفاع باقی مانده است. ژنرال خوزه برنالس رئیس ۳۰ هزار نیروی پلیس مرد و زن شیلی است که مسئول اجرای قانون، مدیریت ترافیک، مراقبت از مرزها، سرکوب (قاچاقچیان) مواد مخدر و مقابله با تروریسم در سراسر کشور شیلی هستند.
اداره آگاهی پلیس شیلی در سال ۱۹۳۳ به وجود آمد که به عنوان یک سازمان پلیسی غیرنظامی و مشابه با دامنه و عملکرد پلیس فدرال آمریکا (اف‌بی‌آی) عمل می‌کند. از لحاظ اداری بخشی از وزارت دفاع، فعالیتش به عنوان یک بازوی تحقیقاتی از شاخه قضائی است. پرفکتو آرتورو هررا وردوگو فعلاً رئیس پلیس آگاهی در شیلی است.

## نگارخانه

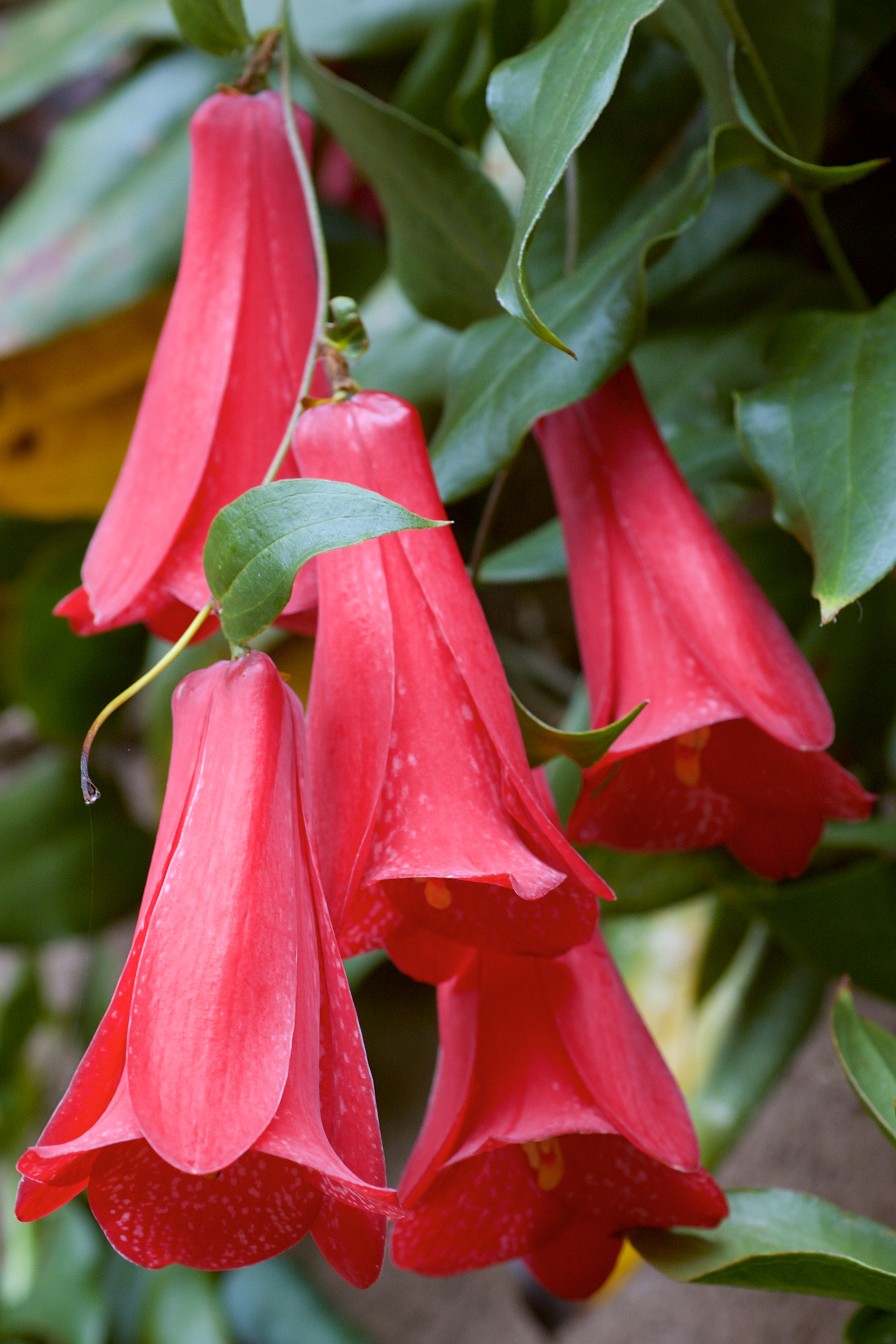
گل زنگوله‌ای شیلی؛ گل ملی
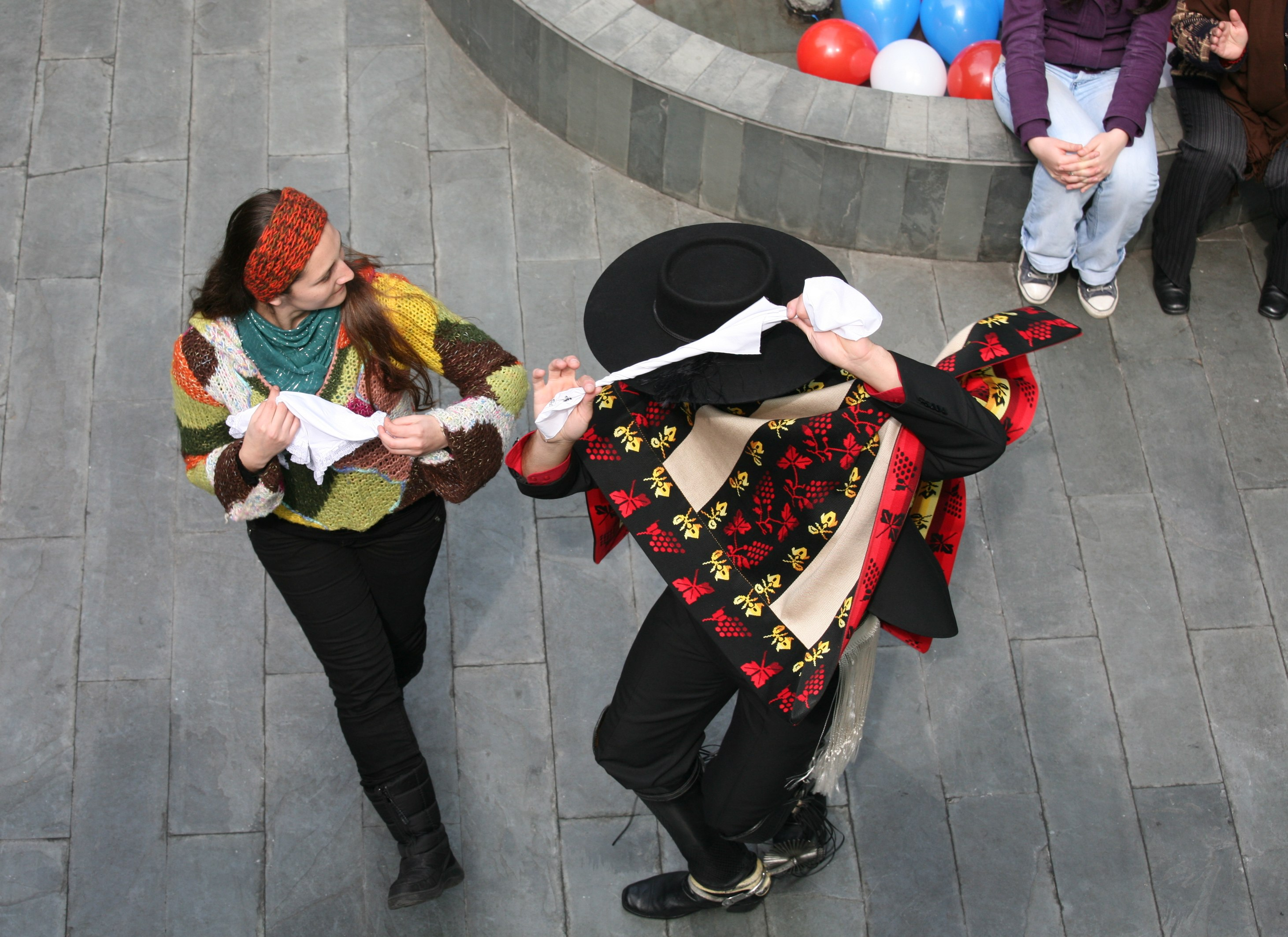
کوئکا (cueca) رقص ملی شیلی
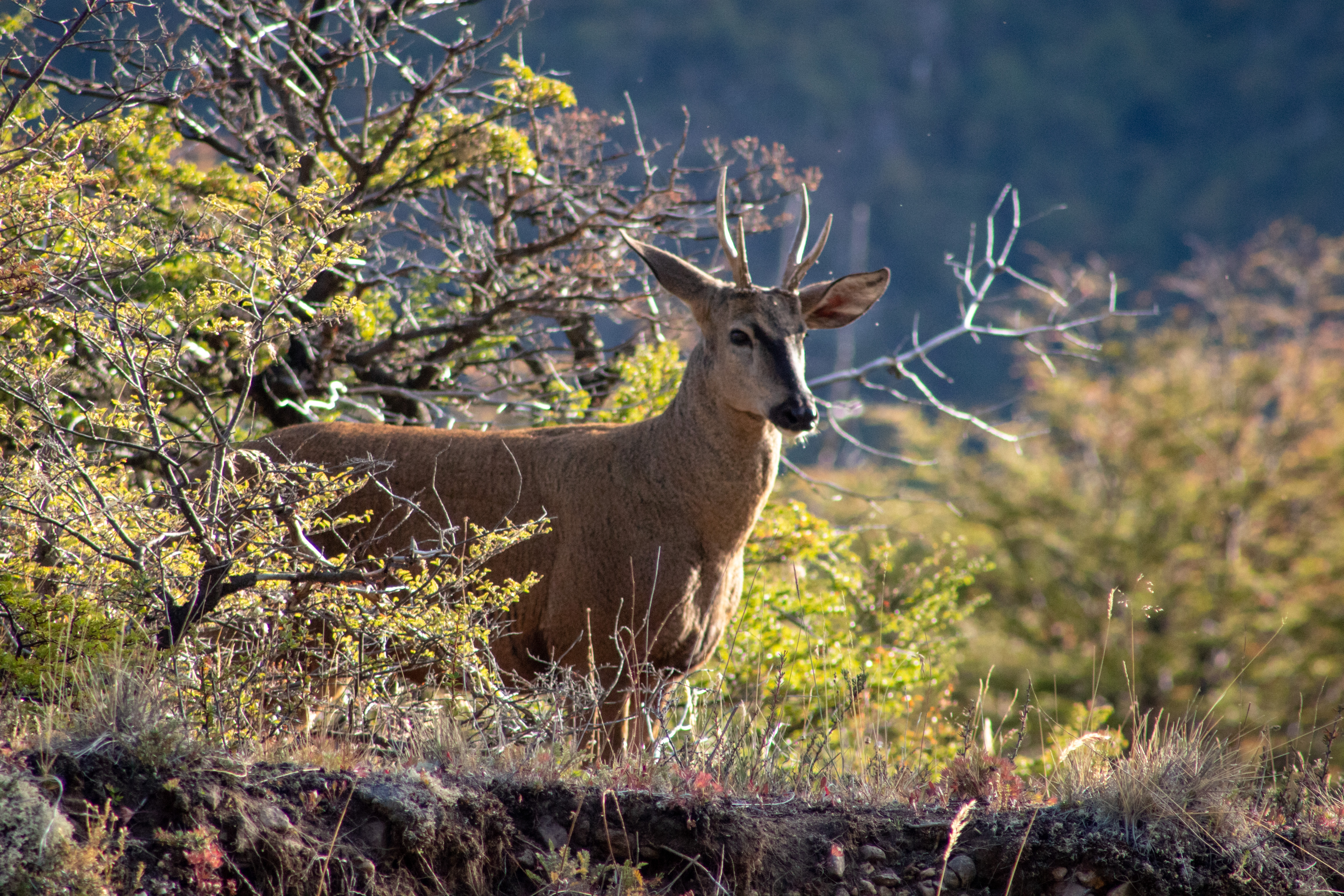
گوزن آندی جنوبی، جانور ملی
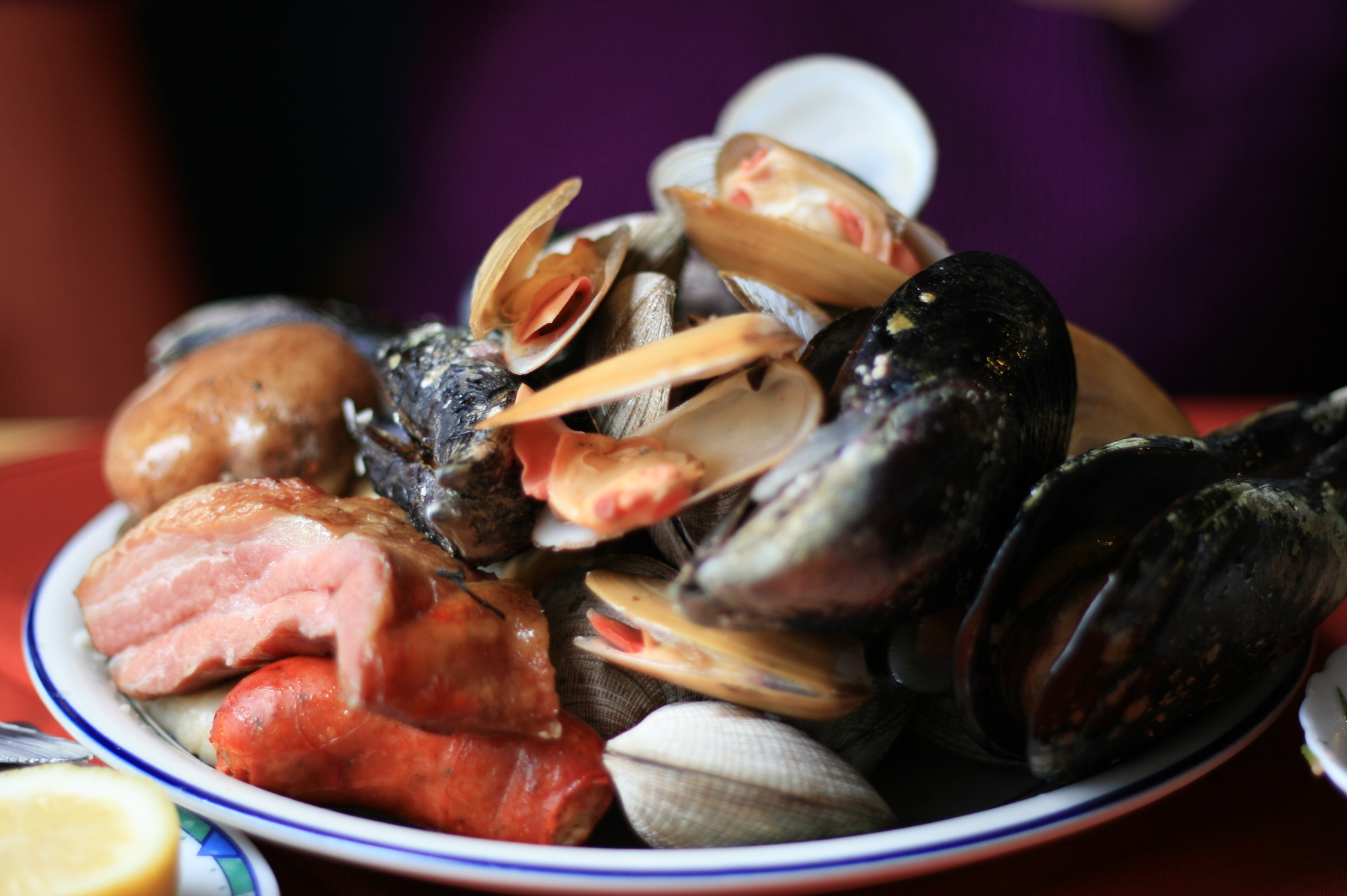
کورانتو، غذای ملی
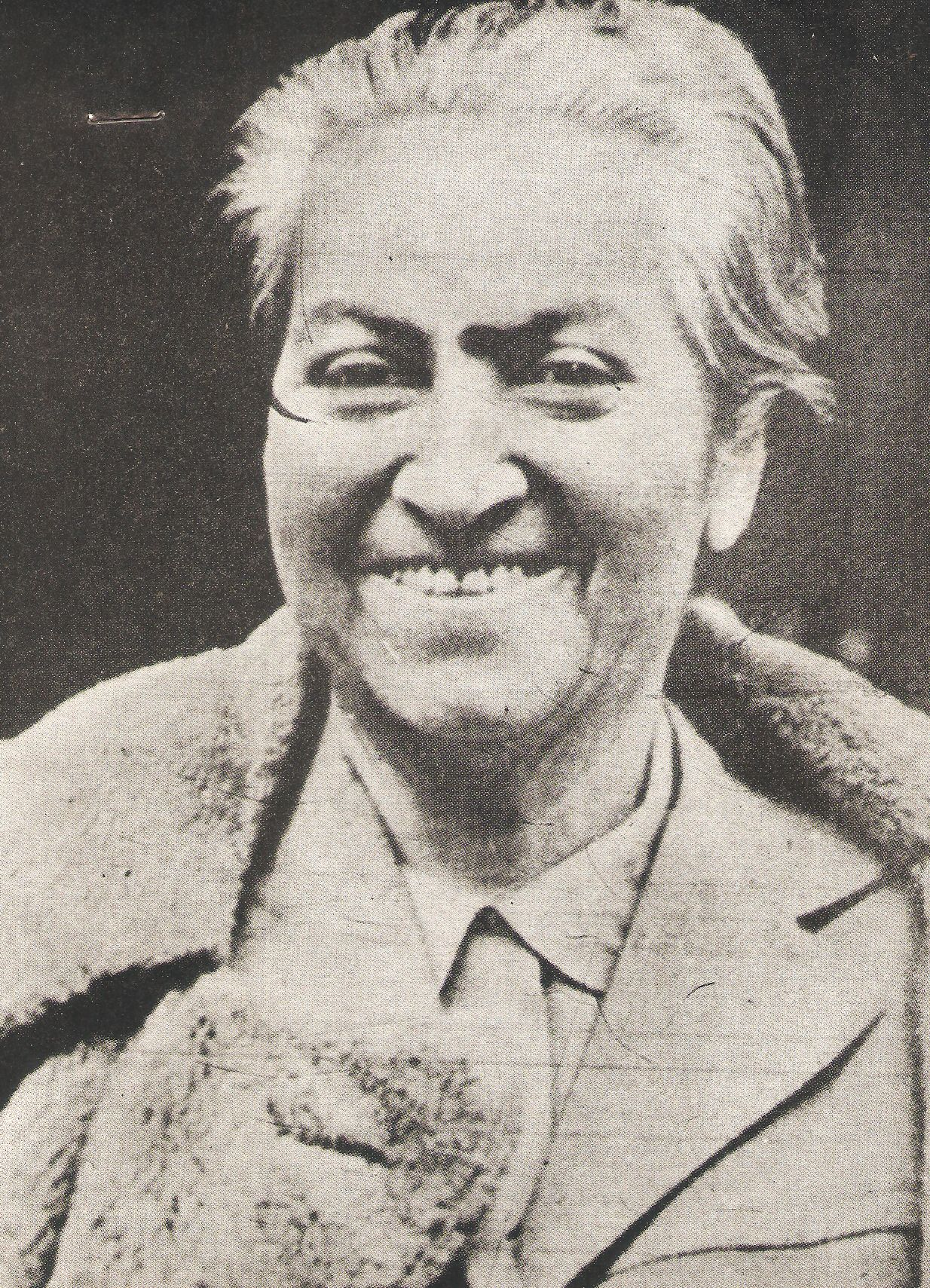
گابریلا میسترال، شاعر شیلیایی

### شرح منابع
- دیوان امور نیمکره غربی, وزارت امور خارجه آمریکا، اوت۲۰۰۶
- پروفایل کتابخانه کنگره کشور
- بریتانیکای شیلی، صفحه کشور- شیلی
- حقیقت جهان (سیا): شیلی[پیوند مرده]
- بین شیلی و آرژانتین